# Sterculia lancaviensis
Sterculia lancaviensis är en malvaväxtart som beskrevs av Ridley. Sterculia lancaviensis ingår i släktet Sterculia och familjen malvaväxter. Inga underarter finns listade i Catalogue of Life.